# Gruča
Gruča – wieś w Słowenii, w gminie Šentjernej. W 2018 roku liczyła 76 mieszkańców.